# رافال بوغوسكي
رافال بوغوسكي (بالبولندية: Rafał Boguski)‏ (مواليد 9 يونيو 1984 في أوستروليكا) لاعب كرة قدم بولندي دولي يجيد اللعب في خط الهجوم . يلعب حاليا لصالح نادي فيسلا كراكوف البولندي منذ 2005 .

## روابط خارجية
- رافال بوغوسكي على موقع الاتحاد الدولي (مؤرشف)  (الإنجليزية)
- رافال بوغوسكي على موقع قاعدة بيانات كرة القدم.إي يو (الإنجليزية)
- رافال بوغوسكي على موقع ناشيونال فوتبول تيمز (الإنجليزية)
- رافال بوغوسكي على موقع Soccerway.com (الإنجليزية)